# 阿布峇卡皇家清真寺
阿布峇卡皇家清真寺是马来西亚彭亨州北根的一座清真寺。 1976年正式开放以替换附近的阿都拉清真寺。清真寺内设有皇家陵墓。